# Deanesmithita
La deanesmithita és un mineral de la classe dels sulfats.

## Característiques
La deanesmithita és un sulfat de fórmula química (Hg₂+)Hg₃2+(CrO₄)S₂O. Va ser aprovada com a espècie vàlida per l'Associació Mineralògica Internacional l'any 1991. Cristal·litza en el sistema triclínic. Els cristalls són aplanats a tabulars {100}, dominats per {100}, amb menor {320}, {001}, {510}, {011} i una dotzena d'altres formes, de fins a 0,5 mm; estries en {100} paral·leles a [001]; típicament en agrupacions radials i agregats en forma de ventall. La seva duresa a l'escala de Mohs es troba entre 4,5 i 5.
Segons la classificació de Nickel-Strunz, la deanesmithita pertany a «07.FB - Cromats amb O, V, S, Cl addicionals» juntament amb els següents minerals: fenicocroïta, santanaïta, wattersita i edoylerita.

## Formació i jaciments
És un mineral molt rar que es troba en dipòsits de mercuri en roques de silicat-carbonat d'alteració hidrotermal de serpentinita. Sol trobar-se associada a altres minerals com el cinabri o l'edoylerita. Va ser descoberta a Clear Creek claim, a Picacho Peak, Nova Idria, al comtat de San Benito (Califòrnia, Estats Units), l'únic indret on ha estat trobada.